# One of 18 Angels
One of 18 Angels – wydany w 2000 r. album niemieckiej formacji Diary of Dreams.

## Lista utworów
1. Rumours About Angels – 8:25
2. ButterFly:dance! – 6:53
3. Mankind – 6:22
4. Winter Souls – 5:44
5. No-body Left To Blame – 6:05
6. Chemicals – 5:53
7. Babylon – 8:13
8. Colorblind – 5:21
9. People Watcher – 6:30
10. Darker – 6:50
11. Dead Souls Dreaming – 5:51